# Julie Fleeting
Julie Fleeting (nombre de casada: Julie Stewart; Kilwinning, Escocia; 18 de diciembre de 1980) es una exfutbolista escocesa. Jugó como delantera en la selección de Escocia y su último equipo fue el Glasgow City de la Premier League Escocesa. Pasó nueve años en el club inglés Arsenal y fue la primera escocesa en jugar como profesional en la WUSA con el San Diego Spirit. Ganó la Premier League Escocesa con el Ayr United y diecisiete títulos con el Arsenal.
Fleeting es la máxima goleadora histórica de su selección, con 116 goles marcados en 121 partidos, desde su debut en 1996 hasta su retiro en 2015. También fue capitana de su país durante ocho años. En competiciones de la UEFA, tiene un historial de 28 goles en 22 partidos para la selección escocesa, y 22 goles en 32 partidos en competiciones de clubes.
En junio de 2008, fue nombrada Miembro del Orden del Imperio Británico (MBE). También ha representado a Escocia en el baloncesto.

## Biografía
El padre de Fleeting es Jim Fleeting, exfutbolista profesional y actual Director de Desarrollo de la Asociación Escocesa de Fútbol. El expropietario del club escocés Kilmarnock, Bobby Fleeting, es su tío. También tiene un hermano llamado Barry que jugaba al fútbol en las categorías juveniles.
Fleeting asistió a la escuela primaria de St. Winning en Kilwinning, Ayrshire y cursó su educación secundaria en la Academia de St. Michael en Kilwinning. Mientras aún estaba en la escuela, Fleeting mostró talento en el baloncesto (jugó para el Cunninghame Basketball Club y representó a Escocia en este deporte) y en el hockey sobre césped (jugó para Eglinton Ladies Hockey Club y se probó con el equipo nacional), así como en el fútbol.
Ha enseñado educación física en la Academia de St Michael en Kilwinning; la Academia de San Mateo en Saltcoats; la Academia Charleston en Inverness y, desde 2008, la Academia Auchenharvie en Stevenston.
En junio de 2005, se casó con el portero Colin Stewart. Iniciarion su relación cuando Fleeting jugaba para Ayr United y Stewart pasaba por las filas juveniles en Kilmarnock. A la boda asistieron notables del fútbol escocés como Tommy Burns, Jim Leighton e Ian Durrant. Fleeting, conocida por sus compañeras de equipo como Fleets, conservó su apellido de soltera con fines futbolísticos.
El 23 de diciembre de 2008, Fleeting anunció que estaba embarazada de su primer hijo y decidió no participar en el resto de la temporada. Dio a luz a una hija, Ella, el 27 de julio de 2009. El 28 de abril de 2012, tuvo su segunda hija, Sophia Jane; y en 2017 nació su tercera hija, Matilda.
En 2007, Fleeting fue nombrada Personalidad Deportiva del Año de Escocia. Fue nombrada Miembro de la Orden del Imperio Británico (MBE) en 2008, recibiendo la medalla en noviembre de ese año en una ceremonia en el Palacio de Buckingham organizada por el Príncipe Carlos. En junio de 2009, fue incluida en el Salón de la Fama del Deporte de la Universidad de Edimburgo junto a Graeme Randall, Gregor Townsend y Chris Hoy.

## Trayectoria

### Inicios en Escocia
Fleeting comenzó su carrera futbolística a los nueve años con los Cunninghame Boys sub-10. Con el colegio St. Winning, Fleeting –la única niña en toda la liga– venció a otras 1.000 escuelas en el campeonato nacional de 1992. La escuela de Fleeting se impuso 1-0 en la final en el Ibrox Stadium. Se unió al Prestwick Girls cuando las reglas de la SFA le impidieron jugar al fútbol mixto a los 12 años. En abril de 1995, anotó dos goles frente al Cumbernauld Cosmos en la final de la Copa de Escocia Sub-16 que terminó 7-5 a favor de su equipo. La temporada siguiente, Prestwick se unió al Ayr United Ladies, sección femenina del Ayr United FC, y el periódico Sunday Mail ya la describía como «la futbolista joven más talentosa de Escocia». Después de terminar la escuela en 1998, se resistió a las propuestas de las universidades estadounidenses y continuó en el Ayr mientras se entrenaba para convertirse en maestra de educación física en Edimburgo. Fleeting explicó que: «Yo era muy joven cuando tuve que decidir a qué universidad ir, y en ese momento, Edimburgo estaba lo suficientemente lejos de casa. Pero cuando me gradúe, solo tendré 21 años y seré joven para irme al extranjero si quiero».
En la final de la Copa de Escocia Femenina 2001 en el Estadio Almondvale, Fleeting anotó un hat-trick, pero el Ayr perdió en los penales ante el local Kilmarnock tras el empate 3-3. Habiendo ganado ya el campeonato de la liga, las jugadoras se consolaron con la posibilidad de participar en la Copa de la UEFA 2001-02 inaugural de la temporada siguiente. En noviembre de 2001, el Ayr United prestó su estadio para jugar la fase de grupos de la copa, ya que el anfitrión original Toulouse sufrió daños en el terreno por una explosión en una fábrica. Fleeting anotó un gol en cada uno de los empates con el Osijek y el Chernígov pero su equipo fue eliminado tras un tercer empate con Toulouse.
A medida que avanzaba la temporada 2001-02 y se acercaba su graduación, Fleeting comenzó a considerar sus opciones: «Estoy considerando Estados Unidos, pero como es la liga más importante del mundo, la competencia será feroz. Italia o Inglaterra son posibilidades, aunque es una pena que deba dejar Escocia para hacer una carrera en el fútbol». Cuando llegó una oferta para unirse al club estadounidense San Diego Spirit en junio de 2002, Fleeting dejó el Ayr United después de nueve años, como capitana del club y con alrededor de 300 goles en su haber. Lo hizo con la aprobación de la entrenadora de la selección nacional Vera Pauw, quien había alentado a Fleeting a convertirse en profesional y ganarse la vida con el fútbol.

### Estados Unidos
Al mudarse a California, Fleeting firmó un contrato por un año, con opción por otros tres. Llegó a mitad de temporada, con el San Diego Spirit sufriendo en los últimos puestos de la WUSA. El fichaje fue cuestionado cuando el entrenador que firmó a Fleeting fue despedido, pero el gerente general y entrenador interino Kevin Crow aprobó el pase. El 10 de julio de 2002, Fleeting hizo su debut profesional entrando como suplente en el segundo tiempo. Cuatro minutos después de ingresada, dio un pase de gol a Shannon MacMillan para marcar el primer tanto del San Diego en la derrota 3-2 ante el Boston Breakers. Cuatro días después, jugó su segundo partido y anotó su primer gol en el empate 2-2 ante el San José CyberRays. En su tercer partido, anotó el gol de la victoria en el último minuto, venciendo al New York Power 1-0. Fleeting llegó a los tres goles en cinco partidos cuando puso en ventaja al San Diego ante el Atlanta Beat. Desafortunadamente para Fleeting, el Beat se impuso 4-1 y extinguió las esperanzas del Spirit de llegar a las eliminatorias.
Fleeting terminó la temporada con 3 goles y una asistencia en 8 partidos, incluidos 7 como titular, con su equipo terminando en séptimo lugar. De las cuatro jugadoras extranjeras asignadas al San Diego, Fleeting fue la única que estuvo de titular regularmente. Regresó a Escocia durante la postemporada, pero expresó su deseo de volver: «Pude vivir cerca de la playa en la costa de California y jugar al fútbol como mi trabajo, fue increíble y estaría encantada de volver». El periódico Daily Record felicitó a la jugadora por "prender fuego a la liga de fútbol femenino más grande del mundo".
Durante la temporada 2003 de la WUSA, se ganó el apodo de Air Scotland tras marcar varios goles de cabeza. Se había perdido la mayor parte de la pretemporada del Spirit mientras jugaba para Escocia, pero apareció como suplente en la derrota del día inaugural ante Boston Breakers. El equipo cambió mucho con respecto a la temporada anterior y Fleeting formó ahora una dupla con la delantera canadiense Christine Latham en ataque. Anotó en los siguientes cuatro juegos consecutivos, igualando el récord del club mientras el San Diego comenzaba una racha invicta de siete partidos. Luego, el equipo sufrió una caída cuando Shannon MacMillan, la principal asistidora de Fleeting, se desgarró el ligamento cruzado anterior. Después de anotar su noveno gol de la temporada en el 1-1 frente al New York Power, Fleeting celebró polémicamente imitando a un perro que orinaba.
En la temporada 2003, la delantera anotó 11 goles en sus 18 partidos, de los cuales 17 fueron como titular. San Diego terminó tercero y se clasificó para las eliminatorias, donde Aly Wagner abrió el marcador contra Atlanta Beat y Conny Pohlers empató el encuentro en el minuto 90. Finalmente, Charmaine Hooper sentenció la victoria para el Atlanta con un gol de oro en la prórroga. Fleeting fue nombrada MVP del equipo en la cena de fin de año, mientras que sus 11 goles y cuatro asistencias le valieron la Bota de Oro del club. Además, fue incluida en el segundo mejor once del torneo.

### Regreso a Escocia
La siguiente parada de Fleeting fueron las Tierras Altas de Escocia, donde su pareja Colin Stewart se había trasladado del Kilmarnock al Ross County FC. A su regreso de Estados Unidos, Fleeting tuvo varios equipos de la Premier League compitiendo por su incorporación. Firmó como cedida para la sección femenina del Ross County FC y anotó dos veces en la victoria 5-3 sobre Raith Rovers dos días después. Más tarde, en septiembre de 2003, WUSA colapsó debido a deudas reportadas en $100 millones.
Fleeting había regresado a Escocia justo cuando su antiguo club, el Ayr United, se disolvía. En diciembre se vio obligada a perderse algunos partidos del Ross County para descansar, pero aún tenía la esperanza de que la liga profesional estadounidense pudiera resucitar de alguna forma: «Realmente espero que salga algo de esto. Sería genial si todo sigue adelante, pero estoy esperando a ver qué sucede en este momento. El objetivo parece ser un reinicio de la liga en 2005, pero con una serie de partidos de exhibición este año, que igual va a involucrar a los jugadores extranjeros".

### Arsenal

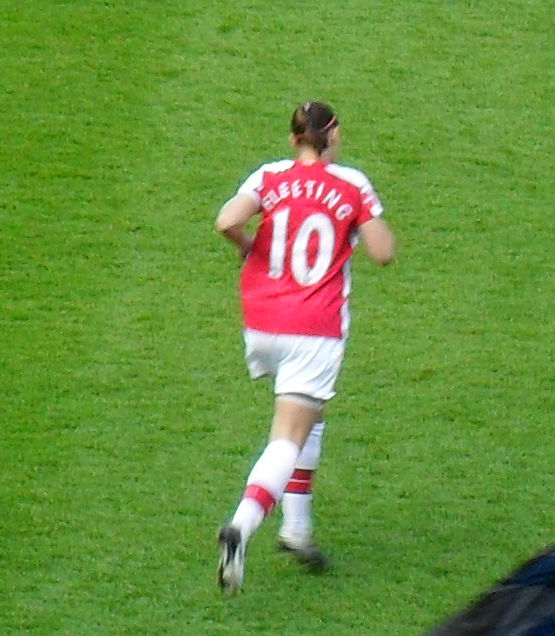
Fleeting con la casaca número 10 del Arsenal.

En enero de 2004, Fleeting fichó por el club inglés Arsenal Ladies. Según los términos del acuerdo, Fleeting continuaría trabajando como profesora de educación física en Escocia de lunes a viernes y entrenaría dos veces por semana con la sección sub-21 del club masculino local Kilwinning Rangers. Los domingos por la mañana, Fleeting iba a tomar un vuelo de aerolínea de bajo costo a Londres, donde la recibiría el DT del Arsenal, Vic Akers. Después de recibir instrucciones de Akers durante el viaje, Fleeting jugaría el partido con el Arsenal antes de volar de regreso a Escocia el domingo por la noche. Era un arreglo que iba a continuar durante el tiempo de Fleeting en el Arsenal, a pesar de los extensos viajes que implicaba. En 2007, Fleeting dijo: «Puedo entender que la gente levante las cejas sobre jugar pero no entrenar con el Arsenal. Pero cuando llego, siempre me dan buenas instrucciones y, si hay algo especial en lo que han estado trabajando durante la semana, me lo explican antes del partido. ¡Hasta ahora no ha sido un problema!»

#### 2003-04
Fleeting consiguió un doblete en su debut con el Arsenal, en la victoria 6-1 sobre el Middlesbrough, disputada el 25 de enero de 2004 en la quinta ronda de la Women's FA Cup. En la siguiente ronda, anotó un hat-trick en el 11-1 frente al Cardiff City, siendo sustituida durante la segunda mitad para tomar un vuelo a casa.
Fleeting siguió marcando goles con regularidad incluyendo el gol inicial en una semifinal por 2-0 sobre el Bristol Rovers en la Copa FA. En abril, Fleeting anotó el único gol del partido contra el Charlton Athletic para dejar a las Gunners dos puntos detrás del Charlton en la liga y con un partido menos. Fleeting marcó un hat-trick en la aplastante victoria 8-0 al Aston Villa el 18 de abril, lo que elevó su cuenta a 12 goles en ocho partidos.
El 3 de mayo, Fleeting anotó otro hat-trick en la victoria en la final de la FA Women's Cup sobre el Charlton Athletic, justo un día después de sufrir una lesión en la pantorrilla mientras jugaba con la selección de Escocia, partido donde marcó un gol al campeón del mundo, Alemania. Llevó su marca a 15 goles en 9 partidos con el Arsenal desde que se unió en enero. El Arsenal conquistó el título de liga el 15 de mayo, cuando Fleeting anotó el segundo gol en la victoria 3-1 sobre el Fulham ante 5.000 aficionados en el Highbury Stadium. Terminó la temporada con 16 goles en 10 partidos.

#### 2004-05
En los cuartos de final de la Copa de la UEFA 2004-05, Fleeting marcó el gol de la victoria a solo ocho minutos del final, poniendo el marcador 3-2 ante el Sassari Torres. En diciembre, anotó los tres goles en la victoria de la semifinal de la Copa de la Premier League contra el Birmingham City.
En febrero de 2005, marcó un doblete en el 3-0 sobre el Birmingham City en los cuartos de final de la Copa FA.
Fleeting llegó a un total de 24 goles en el transcurso de la temporada, recibiendo el premio a la Jugadora del Año en los premios anuales de la Asociación Inglesa de Fútbol.

#### 2005-06
En la temporada 2005-06 con el Arsenal, Fleeting anotó un total de 17 goles en 15 partidos, incluido un gol en la final de la Copa FA frente al Leeds United que resultó en una victoria 5-0.
Al finalizar la temporada, fue cedida por un mes al Valur de Islandia, donde marcó 4 goles en 3 partidos antes de regresar al Reino Unido.

#### 2006-07
Fleeting fue una jugadora imprescindible del Arsenal que se alzó con seis trofeos: la Premier League, la FA Cup, la Premier League Cup, el Community Shield, la London FA Cup y la Liga de Campeones. En esta última, jugó los 180 minutos de la final a dos partidos, donde el Arsenal venció al Umea 1-0 en el global.
En septiembre de 2006, marcó cinco de los 11 goles marcados por el Arsenal en sus dos primeros partidos de la fase de grupos de la segunda ronda de la Copa de la UEFA Femenina.
En octubre, en los cuartos de final de la Copa Femenina de la UEFA, Fleeting marcó un doblete en la victoria por 5-0 en el partido de ida y el primer gol en la victoria por 4-1 en el partido de vuelta contra Breiðablik. Marcó en el partido de vuelta de las semifinales contra el Brondby en la victoria por 3-0.

#### 2007-08
En octubre de 2007, Fleeting marcó tres goles para el Arsenal en la segunda ronda de la fase de grupos de la Liga de Campeones 2007-08. El 13 de octubre, consiguió un doblete en la victoria por 7-0 sobre Neulengbach y el 16 de octubre, marcó el primer gol en el último partido del grupo: un empate 3-3 contra Bardolino Verona.
En febrero de 2008, anotó dos goles en la victoria por 5-2 sobre el Liverpool. Más tarde ese mes, participó de la sorpresiva derrota del Arsenal por 1-0 ante el Everton en la final de la Copa de la Premier League de la FA. Fue la primera caída de su equipo en 58 partidos domésticos, una racha que abarcó casi dos años. En la final de la Copa Femenina FA 2008 contra el Leeds United, Fleeting entró como suplente en el minuto 75. Su disparo que pegó en el poste fue convertido en gol por su compañera Kelly Smith, poniendo el marcador final 4-1 a favor del Arsenal.

#### 2008-09 a 2012
En noviembre de 2008, Fleeting marcó contra el Umea en el partido de ida de cuartos de final de la Copa de la UEFA para poner el 2-2, a esto le siguió el gol de Kim Little que selló la victoria del Arsenal. Fleeting estuvo en el banco de suplentes en el partido de vuelta, cuando el Arsenal fue goleado 6-0.
En diciembre de 2008, Fleeting anunció que se tomaría un descanso del fútbol tras descubrir que estaba embarazada de su primer hijo. Con su fecha de parto en algún momento de julio de 2009, significaba que no estaría disponible hasta el invierno siguiente como mínimo.
En abril de 2010, pocos días después de jugar sus primeros partidos con Escocia desde que se tomó un descanso, marcó el primer gol en la semifinal de la Copa FA del Arsenal sobre el Chelsea. La directora del Arsenal, Laura Harvey, señaló a la recién regresada Fleeting como la jugadora que podría "inspirar" al Arsenal a conseguir un quinto doblete consecutivo de la Premier League y la Copa FA. Sin embargo, en la final de la Copa FA de mayo, el Arsenal cayó frente al Everton 3-2 con un gol en la prórroga.
Fleeting marcó el segundo gol en la victoria por 2-0 del Arsenal sobre Bristol City en la final de la Copa FA 2011. En la edición inaugural de la FA Women's Super League de 2011, la delantera anotó dos veces en 11 encuentros y llevó al Arsenal a conseguir otro título.

### Regreso a Escocia

#### Kilwinning Ladies (2013)
El 1 de marzo de 2013, el Kilwinning SC recién llegado a la SWPL, firmó a Fleeting. Debutó con una derrota por 10-0 en la Copa SWPL ante el Celtic dos días después, su primer partido competitivo después de 18 meses alejada del fútbol. El gerente de Kilwinning, Craig Hamilton, dijo que Fleeting podría ser la diferencia entre la supervivencia y el descenso del club. Debutó en la liga en el primer partido de máxima categoría en la historia del club, sirviendo una asistencia para el primer gol, en una derrota por 3-2 ante el Hutchison Vale el 17 de marzo de 2013. Su primer gol para el club llegó al abrir el marcador en una derrota de local por 2-1 ante el Aberdeen dos semanas después. Fleeting regresó al equipo, en una derrota por 2-1 contra el Hamilton Academical el 12 de mayo de 2013, marcando el 1-1 parcial con un gol de tiro libre. La primera victoria del club en la liga vino una semana después, una remontada de un 4-2 en contra, gracias a un gol de Steph Thomson y dos goles de Fleeting en los últimos cinco minutos del partido, sellando la victoria 5-4 ante el Falkirk. Fleeting dejó el Kilwinning en junio de 2013, cuando canceló su renovación en el club.

## Estadísticas

### Clubes
| Club              | País           | Año         |
| ----------------- | -------------- | ----------- |
| Ayr United Ladies | Escocia        | 1996 - 2002 |
| San Diego Spirit  | Estados Unidos | 2002 - 2003 |
| Ross County       | Escocia        | 2003        |
| Arsenal           | Inglaterra     | 2004 - 2012 |
| Valur (préstamo)  | Islandia       | 2006        |
| Kilwinning Ladies | Escocia        | 2013        |
| Celtic            | Escocia        | 2013 - 2015 |
| Glasgow City      | Escocia        | 2015 - 2016 |

## Palmarés

### Títulos nacionales
| Título                          | Club              | País       | Año     |
| ------------------------------- | ----------------- | ---------- | ------- |
| Scottish Women's Premier League | Ayr United Ladies | Escocia    | 2000-01 |
| FA Women's Premier League       | Arsenal           | Inglaterra | 2003-04 |
| Women's FA Cup                  | Arsenal           | Inglaterra | 2003-04 |
| FA Women's Premier League       | Arsenal           | Inglaterra | 2004-05 |
| FA Women's Premier League Cup   | Arsenal           | Inglaterra | 2004-05 |
| FA Women's Premier League       | Arsenal           | Inglaterra | 2005-06 |
| Women's FA Cup                  | Arsenal           | Inglaterra | 2005-06 |
| FA Women's Premier League       | Arsenal           | Inglaterra | 2006-07 |
| Women's FA Cup                  | Arsenal           | Inglaterra | 2006-07 |
| FA Women's Premier League Cup   | Arsenal           | Inglaterra | 2006-07 |
| FA Women's Premier League       | Arsenal           | Inglaterra | 2007-08 |
| Women's FA Cup                  | Arsenal           | Inglaterra | 2007-08 |
| FA Women's Premier League       | Arsenal           | Inglaterra | 2008-09 |
| FA Women's Premier League Cup   | Arsenal           | Inglaterra | 2008-09 |
| FA Women's Premier League       | Arsenal           | Inglaterra | 2009-10 |
| Women's FA Cup                  | Arsenal           | Inglaterra | 2010-11 |
| FA Women's Super League         | Arsenal           | Inglaterra | 2011    |
| Scottish Women's Premier League | Glasgow City      | Escocia    | 2015    |
| Copa de Escocia Femenina        | Glasgow City      | Escocia    | 2015    |
| Scottish Women's Premier League | Glasgow City      | Escocia    | 2016    |

### Títulos internacionales
| Título          | Club    | País   | Año     |
| --------------- | ------- | ------ | ------- |
| Copa de la UEFA | Arsenal | Suecia | 2006-07 |

(*) Incluyendo la Selección